# Епархия Торита

Епархия Торита на карте Судана обозначена под номером 9

Епархия Торита (лат. Dioecesis Toritensis) — епархия Римско-Католической церкви c центром в городе Торит, Южный Судан. Епархия Торита входит в митрополию Джубы.

## История
2 мая 1983 года Римский папа Иоанн Павел II издал буллу Quo aptius spirituali, которой учредил епархию Торита, выделив её из архиепархии Джубы.

## Ординарии епархии
- епископ Париде Табан (2.07.1983 — 7.02.2004)
- епископ Акио Джонсон Мутек (9.06.2007 — 18.03.2013[1])

## Источник
- Annuario Pontificio, Libreria Editrice Vaticana, Città del Vaticano, 2003, ISBN 88-209-7422-3